# Pierre Forel
Pour les articles homonymes, voir Forel.
Pierre Louis Joseph Carlos Forel est un homme politique français né le 27 octobre 1795 à Nancy (Meurthe-et-Moselle) et décédé le 28 janvier 1872 à Paris.

## Biographie
Négociant, associé dans les filatures de la famille Koechlin à laquelle il était allié par son épouse, il est adjoint au maire de Mulhouse sous la Monarchie de Juillet. Il est l'un des organisateurs du banquet de Colmar, en 1847. Il est député des Vosges de 1848 à 1851, siégeant à gauche.

## Sources
- « Pierre Forel », dans Adolphe Robert et Gaston Cougny, Dictionnaire des parlementaires français, Edgar Bourloton, 1889-1891 [détail de l’édition]